# Fifty 50
Fifty 50 (também como Fifty50 ou F50) é uma banda brasileira formada em Mogi das Cruzes no ano de 1998. Mistura vários ritmos como hardcore, rock, skate punk, reggae, criando um estilo próprio. Suas letras fazem críticas à sociedade da perspectiva do universo jovem contemporâneo.

## História

### Começo de carreira
A banda surgiu no fim dos anos 90 na cidade de Mogi das Cruzes interior paulista.
Formada por César Romero e Thiago Toronoglowk, a banda sobrevive até hoje mesmo com muitas mudanças.

### Em 2013
Em 2011 a banda anunciou o retorno, mas somente em março de 2013 que voltaram a ensaiar de forma definitiva na seguinte formação:
Cesar Romerto - Voz / Guitarra

Fabio Pena - Guitarra

João - Bateria